# Walter Jurmann
Walter Jurmann (né le 12 octobre 1903 à Vienne, mort le 17 juin 1971 à Budapest) est un compositeur autrichien.

## Biographie
À la demande de ses parents, Walter Jurmann étudie la médecine. En 1924, il se rend à Semmering pour une pleurésie, où on lui propose un emploi de pianiste de bar en raison de ses improvisations au piano. Jurmann abandonne ses études de médecine et devient musicien professionnel.
Le parolier viennois Fritz Rotter reconnaît le talent de Jurmann et lui suggère de venir avec lui à Berlin. La première chanson Was weißt Du, wie ich verliebt bin, interprétée par Richard Tauber, est un succès. Ensuite Jan Kiepura, Jussi Björling, Hans Albers, Willy Fritsch ou les Comedian Harmonists chantent ses compositions. En raison d'une charge de travail excessive, Jurmann commence à travailler avec le compositeur polonais Bronisław Kaper, qui arrange les mélodies composées par Jurmann.
En 1933, après la prise du pouvoir des nazis, en raison de son origine juive, Jurmann émigre à Paris. En 1934, Il rencontre Louis B. Mayer qui lui offre un contrat de sept ans avec la MGM. Il amène avec lui Kaper à Holywood. Son premier film américain est La Femme au masque en 1935. Il réussit à Hollywood, notamment avec les films des Marx Brothers. En 1935, il écrit avec Bronislau Kaper et Ned Washington la chanson Cosí Cosa pour le film des Marx Brothers Une nuit à l'opéra. De nombreux téléspectateurs considèrent la chanson satirique comme une véritable chanson folklorique napolitaine.
Une de leurs chansons les plus célèbres est San Francisco du film du même nom, que Judy Garland chante à la fin de ses concerts. Jurmann reçoit la citoyenneté honoraire de San Francisco en 1938. Il s'installe à Los Angeles. En 1943, Jurmann se retire presque entièrement de sa vie professionnelle. En 1953, il épouse Yvonne Jellinek, une créatrice de mode hongroise rencontrée lors d'une fête aux États-Unis. À l'été 1971, il meurt d'une crise cardiaque lors d'un voyage de vacances à travers l'Europe à Budapest. Il est enterré au Hollywood Forever Cemetery.

## Filmographie
- 1931 : Ihre Majestät, die Liebe
- 1931 : ...und das ist die Hauptsache!?
- 1931 : Die große Attraktion de Max Reichmann
- 1931 : Salto Mortale
- 1931 : Ausflug ins Leben
- 1931 : Son Altesse l'amour
- 1931 : Ehe mit beschränkter Haftung
- 1932 : Es wird schon wieder besser
- 1932 : Skandal in der Parkstraße
- 1932 : Ein toller Einfall
- 1932 : L'Homme qui ne sait pas dire non
- 1932 : Hochzeitsreise zu dritt
- 1933 : Voyage de noces
- 1933 : Madame ne veut pas d'enfants
- 1933 : Heut' kommt's drauf an (de)
- 1933 : Ich will Dich Liebe lehren
- 1933 : Ein Lied für Dich (de)
- 1933 : Kind, ich freu' mich auf Dein Kommen
- 1933 : Une femme au volant
- 1933 : Tout pour l'amour
- 1934 : Mariage à responsabilité limitée
- 1934 : On a volé un homme
- 1934 : Le Greluchon délicat
- 1934 : Les Nuits moscovites
- 1935 : La Femme au masque
- 1935 : Moscow Nights
- 1936 : Le Chant du destin
- 1939 : El milagro de la calle mayor
- 1939 : The Great Commandment (en)
- 1939 : Miracle on Main Street (en)